# Калиновський Олександр Геннадійович
Олекса́ндр Генна́дійович Калино́вський (26 травня 1992, Миколаїв — 29 жовтня 2014, Петрівське) — старший солдат 72-ї окремої механізованої бригади Збройних сил України, загинув в ході російсько-української війни.

## Життєпис
Займався спортом. Мобілізований у березні 2014-го.
Старший стрілець механізованого взводу, 72-га окрема механізована бригада.
Був контужений, але повернувся в зону АТО.
29 жовтня 2014-го смертельно поранений у бою з диверсійно-терористичною групою під час виставлення спостережного посту при русі колони в районі села Петрівське. Тоді загинуло 3 військовослужбовці — капітан Руслан Григор, старший солдат Олександр Калиновський, солдат Андрій Авраменко, один зазнав поранення.
Похований у Миколаєві. Залишилась мама, в якої був єдиним сином.

## Нагороди
За особисту мужність і героїзм, виявлені у захисті державного суверенітету та територіальної цілісності України, вірність військовій присязі під час російсько-української війни
- нагороджений орденом «За мужність» III ступеня (26.2.2015, посмертно).

## Вшанування пам'яті
13 листопада 2019 року на будинку, на вулиці Генерала Карпенка, 2/1, де жив військовослужбовець, встановили меморіальну дошку.